# Koforidua Sportstadion
Het Koforidua Sportstadion is een multifunctioneel stadion in Koforidua, een stad in Ghana. 
Het stadion wordt vooral gebruikt voor voetbalwedstrijden, de voetbalclub Power F.C. maakt gebruik van dit stadion. In het stadion is plaats voor 5.000 toeschouwers. 